# Kejayan (Kejayan)
Kejayan is een bestuurslaag in het regentschap Pasuruan van de provincie Oost-Java, Indonesië. Kejayan telt 4324 inwoners (volkstelling 2010).